# Twister (együttes)
A Twister egy magyar hard rock, heavy metal együttes.

## Története

### Kezdetek
2007-ben fogalmazódott meg a zenekar ötlete Szávai Gergő /Gery/, fejében. Nem is az első dalokkal volt a probléma, nagyobb feladatnak tűnt megtalálni a megfelelő embereket.
Gery 3 dalt vett fel Kovács Gábor /Wisdom/ stúdiójában, minden zenei alappal, és ezeket próbálta elküldözgetni zenészeknek, hátha valakit megérint a dolog. A 3 dal a „Túl az éjszakán”, az „Ismerős”, és később az első nagylemezen is szereplő „Méreg” volt.
A zenekar ötletgazdáját, Geryt, az 1996-os készítésű Twister című film promóvideója ihlette meg.
Annyira megtetszett neki a hangzása, hogy alakuló zenekarának választotta a tornádó nevét.
Elsőnek Ónodi József társult Geryhez, 2007 szeptemberében, bass gitáros posztra. /jelenleg Ő a Words of Blood zenekarban játszik/, majd a néhai Hot Shot zenekarból Siska Fercsi, és Kovács Attila /jelenleg, Perfect Symmetry/ csatlakoztak, és így teljes volt a Twister első felállása. Akkor még egy gitárral működött a zenekar.
2007 év végén, rengeteg próba után, összeállt az első repertoár, mely fele – fele arányban tartalmazott saját, illetve feldolgozás számokat. Akkori átdolgozások között volt pl. a Queentől az „I Want It All” című sláger.
Az első koncert, ahonnan igazából a zenekar is számít, 2008. január 11-én volt a Téglagyári megálló klubban, az Üllői úton. A zenekar innen megkezdte pályafutását, és egy év alatt többször is végigmentek az összes pesti klubon ahol csak lehetett, és próbálták népszerűsíteni magukat, közben írták az új dalokat.
2008 év végén Kovács Attila és Fercsi közötti személyes problémák miatt, az utóbbi elhagyta a zenekart, és dobos nélkül maradtak. Sokan jelentkeztek, minden héten több dobost is meghallgattak, végül Teleki Levente lett a befutó.
Minden készen állt az első „igazi” demo rögzítésére, amit szintén Kovács Gábornál történt meg. Ezen 5 dal szerepelt, egy introval, mégpedig a „Twister” induló, a „Táncolj egyedül”, a később első slágerré avanzsálódott „Megkísértés”, a „Túl az éjszakán”, és az akkor még „Kőcsillag” című dal.
Túl az éjszakán
Ezzel a demoval, több lett a lehetőség is, vidékre is eljutottak, Babarc környékén egy mini turnét is lebonyolítottak, 2009-ben. Ez az év szintén a klubozásról szólt, sokszor megfordultak a Crazy Mama Music klubban, a Viper Roomban, ahol összeismerkedtek Gondosch „Güzü” Jánossal, aki rengeteg fellépést szervezett nekik a jövőben. Ebben az évben már feltűnt a zenekar koncertjein, Pető „Hellfire” Tamás, aki pár dalra beugrott, mint gitáros, vokalista. Abszolút vendégzenészként működött akkor még közre, amikor éppen ráért.
Év vége felé közeledve erősödtek a stílusi különbségek, Attila és a zenekar között. Ő inkább a kissé lágyabb, szintis vonalat szerette volna követni, amíg a többiek nem annyira. Ennek eredménye az lett, hogy 2010 februárjában Attila elhagyta a zenekart.

### Út az első nagylemezig
Énekes nélkül maradtak, ami több volt mint gond. Jöttek a meghallgatások, de nem vezettek eredményre. A volt dobos, Siska Fercsi tudott segítségükre lenni, ismert valakit, aki szerinte megfelelő lenne a posztra, mint jóhangú énekes, mint frontember. Ő pedig Mókos Tamás volt, Móki.
Gery felvette vele a kapcsolatot, és egy pár napos huzavona után Móki betanult pár dalt, és majd a próbaéneklés következett. Sokat nem kellett győzködni senkit, beénekelte magát negyed óra alatt a zenekarba. Móki előtte a Fémvihar, illetve Hot Shot zenekarokban énekelt.
Május 1-jén, már Ő vezette a zenekart egy majálison, és innen felgyorsultak a dolgok.
Felénekelte az új demot, és igazából az Ő hangjával vált ismertté a „Megkísértés” , a „Twister” dalok is.
Nem sokkal Móki felbukkanása után, a zenekar összeismerkedett Boltsek Andrea koncertszervező-menedzserrel, és egy hosszú folyamat indult el. Andi lett a zenekar szervezője, aki mellett felléptek a dán Manticora előtt, vagy a Nightmare előtt, illetve akkor rendezték meg a Petőfi csarnokban, a nagyszabású Káosz fesztivált, ahova szintén meghívást kapott a zenekar. Ennél a koncertnél vált teljes taggá, Hellfire Tom, aki innen kezdve minden bulin ott volt, mint Twister tag. Így alakult ki az ötös fogat, Geryvel, Mókival, Levivel, Tommal, és Jocival.
Andival elkezdtek robogni, rengeteg koncert volt, szeptember feszt, Pannonia fesztivál, számtalan nyári megmozdulások, motoros találkozók, stb. Közben születtek a dalok, amiket a koncerteken már játszottak is, nem is kevés sikerrel.
Ebben az évben fel is vették első kislemezüket, „Megkísértés” címmel, újra hangszerelve a dalokat, kicsit karcosabb hangzással. Ezen szereplő dalok: „Twister”, "Táncolj egyedül”, „Megkísértés”, „Kőcsillag”
A dalokat több rádió is játszotta, és kétszer meg is nyertek egy 2 órás rádiós műsort a Neo FM-ben, Boross Lajosnál. Dalaikat internetes rádiók, Mr2, Class FM, Radio 17 is játszotta.

### Az Ördög Lánya
2011-ben jött el a várva várt lehetőség a Twister számára. Elérhetővé vált a HammerWorld zenei magazinnál, hogy megjelenhessen első nagylemezük a nyáron. Egy nagyon jó szponzor lehetőség után biztossá vált, hogy júliusban megjelenik az első nagylemez, a Nail Records gondozásában.
Ez az év hihetetlen hajtás volt már év elejétől, ráadásul egy tagcserével is meg kellett küzdeniük, ugyanis Ónodi Joci helyére Molnár Balázs került.
Stúdióba vonultak, Kovács Gáborhoz, aki közben a zenekarával a Wisdommal is stúdiózott, és felváltva dolgoztak, éjjel is, nappal is. Közben Magyarországon először megrendezésre kerülő, Metalfest Open Air Hungary fesztiválon is szerepeltek, Csillebércen.
Nagy hajrá után, július elején megjelent „Az Ördög Lánya” című nagyon várt nagylemez, a következő dalokkal: Káosz, Twister, A te hibád, Merre induljak!?, Megkísértés, Az Ördög lánya, Egyedül, Így imádlak, Méreg, Kő és Csillag.
A fogadtatás sokkal jobb volt mint amire számíthattak, Júliusban, a Petőfi csarnokban szereplő WhiteSnake afterpartyján is ők játszottak teltház előtt, majd Székelyudvarhely, Pannonia fesztivál, Zorall sörolimpia is következett, de a fő eseményre augusztus 6-án került sor a Club 202-ben. /ex-Wigwam/ Ugyanis itt tartották meg első lemezbemutató koncertjüket, a vártnál sokkal nagyobb sikerrel.
Szeptembertől turnéra indultak a Junkies zenekarral, aminek záró bulija szintén a Club 202-ben volt december 30-án.
Közben a lemezük jelölést kapott 2011, az év legjobb debütáló lemeze címre, ahol végül a 3. helyen végeztek.
Egy fárasztó év után, 2012 elején kisebb hullámvölgybe került a zenekar, valahogy az előző év sikerei után nem nagyon találtak magukra. A sorokat sikerült rendezni, és folytatták a munkát.
Részt vettek az ekecsi rockfesztiválon, játszottak Szlovákiában, Pannónia feszten, májusban leforgatták első videó klipjüket az Így imádlak nótára, majd nem sokkal később a másodikat is, Az Ördög Lánya címadó számra. Játszottak az Omennel, a Rubiconnal is volt pár koncert, majd év végén egy nagy buli a Wisdommal, mint évzárás a Club 202-ben.
Közben meg elkezdték rögzíteni, az angol nyelvű kislemezüket.
„Insight” címmel, 2012 év végén napvilágot is látott.
Az első lemez legjobb 4 dalát angolul is felénekelte Móki.

### Duplacsavar

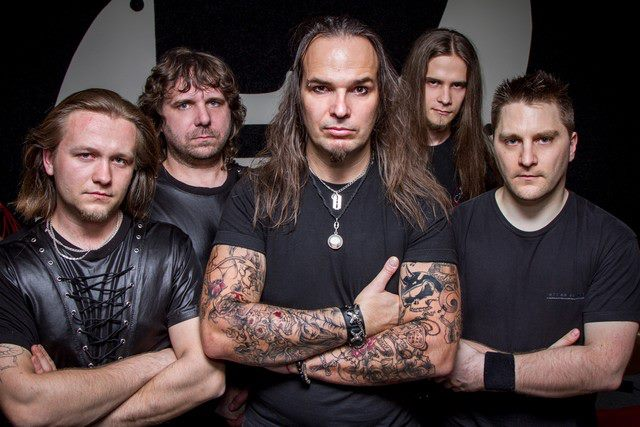

A 2013-as év megint csak rosszul indult, Boltsek Andival szétmentek útjaik, 3 év után. Közben kisebb személyes problémák is kialakultak a második nagylemez miatt. Megint leszerződtek nyárra, ugyanúgy ahogy 2 évvel ezelőtt is, a Nail Recordshoz, és lemásolván a 2011-es nyarat, 2013-ban júliusban megjelenhetett a második nagylemez. Szintén felülkerekedtek a problémákon, és a Gery – Hellfire Tom dalszerzői páros beindult. Rengeteg munka, szövegírás után összeállt a 10 dal, amit Gabesznál el is kezdtek felvenni, áprilisban. A teher sokkal nagyobb volt, mint az Ördögös lemeznél. Sokan is várták már, nem tudta senki milyen anyagra lehet számítani. Ez csak pár interjúból derült ki, amit a srácok nyilatkoztak, miszerint egy pörgősebb, keményebb lemezre van kilátás, előrébb tolt gitárokkal, és pazar énektémákkal. Nagyon nagy munka folyt a stúdióban, közben részt vettek egy mini fesztiválon is a Barba Negrában, olyan zenekarokkal, mint a Wisdom, Rómeó Vérzik, Noa Rock. Volt az Omennel egy nagyszabású Zöld Pardonos buli, sokat szerepeltek a Cool Head Klannal, de a lényeg a 2. lemez körüli munkálatok voltak. Minden összejött szintén, a szponzorok, a leadási határidő, és július elején megjelent a második nagylemez, „Duplacsavar” címmel.
A lemezen 10 dal található, név szerint:
A Hős, 
Álarcosbál, 
Ettől más, 
Mutatom az utat, 
Ne ébressz fel, 
Szédítés, 
Elképzelt világ, 
Az Óceán felett, 
Aki benned él, 
Árnyékharc, 
A lemez más hangzást kapott, és ahogy ígérték is, keményebb, gyorsabb lett. A refrének megmaradtak a szokásos „Twisteres” köntösben, fülbemászóak, és slágeresek. A „Duplacsavar” is jó kritikát kapott, az újsággal 9000 db körüli példányszám fogyott. Akik szerették az első lemezt, azok mindenképpen megszerették a másodikat is.
A 2013-as év vége megint nagy pörgés volt, rengeteg interjún, TV–s felvételen vettek részt a fiúk, a 2014-es év elejét pedig egy lemezbemutató koncerttel nyitották. Ebben az időszakban visszatért a zenekarhoz, Boltsek Andi, aki szintén a Twister szervezésben vesz részt.
A zenekar pedig ismét jelölést kap, a 2013 as év legjobb lemezei címre.
Februárban a lemezbemutató koncert után, Molnár Balázs és a zenekar útjai elválnak.
Basszusgitáros posztra, Krcsmarik István, az az Steew, érkezik. Ő a Noa Rock, és In-Dock zenekarokból is ismerhető.
Április közepén már együtt vágtak neki a 2014-es szezonnak és nyárnak, aminek első állomása a több helyszínes MetalWar turné. 
A dolgok nyár elején nagyon megváltoztak, és nagyon rosszra fordultak. A zenekar jó barátja, a MetalWar fesztivál megálmodója, Gondosch János "Güzü", tragikus körülmények között életét vesztette, és minden megváltozott. A zenekart nagyon megviselte a történtek, a koncertek legtöbbjét le is mondták, a MetalWar koncertsorozatból is csak egy volt megtartva, az is egy úgymond emlék, és búcsú esemény. Részt vettek a Crazy Mamában tartott segélykoncerten, melynek teljes összegével Güzü családját támogatták.
A nyár nagyon nehezen telt, a dolgokat az is nehezítette, hogy Steew-vel a zenekar nem igazán jött ki jól, akadoztak a dolgok, és ennek eredményeképpen meg is váltak egymástól. 
A zenekar kicsit visszavonult, egy elmaradt Zorall sörolimpiai koncert, meg egy sikeres szeptemberi Rock On fesztiválon kívül csend volt. Az utóbbi koncerten, basszusgitáros poszton, egy nagyon tehetséges srác segítette a zenekart, Puskás Máté személyében, akit főként a Rubicon zenekarból ismerhetünk. 
Szeptember végétől megkezdődtekk a próbák, és a zenekar megpróbálta feltölteni az elemeket, és nekiálltak a 3. nagylemez munkálatainak. A két szerzőpáros, Gery és Hellfire aktívan elkezdték összerakni az új dalokat. Őszre egy két nagyobb koncertet vállaltak csak el, a vidékieket nem. 
A zenekarnál Boltsek Andrea továbbra is besegített, mint sajtós, és ügyintéző, és Puskás Máté is egyelőre marad. Nagyon jó a viszony a zenekar és közte. Őszre két Club 202-es koncertet vállaltak a fiúk, az év záró buli, az Action zenekar 20 éves jubiláló koncertjén.
2015 tele ismét változást hozott a zenekar életében. Mókos "Móki" Tamás a zenekar énekese kilépett a zenekarból,amivel nagy űrt hagyott maga után ,a zenekar és a rajongók szívében is. A barátság és a jó viszony megmaradt a fiúk között ,de sajnos a közös munkát nem tudták már folytatni,így nehéz feladat várt a Twisterre, énekest találni Móki helyére. Mellette Boltsek Andreával is megszűnt a munkaviszony.
Több meghallgatás után a választás Fehér Zsoltra esett, akit a Flood in Desert és a Scorpions Hungarian Tribute Band-ből ismerhetünk.
Zsolti képzett,erős hangjával teljesen új frissítést hozott a zenekarnak. 2015 februárjában Rocktogonban tartott debütáló koncertje nagy sikert aratott,a közönség nagy szeretettel fogadta.
A fiúk ezek után nagy erővel neki is vágtak a 3. lemez elkészítésének. A zenekar nagy rajongója a Vissza a jövőbe filmtrilógiának és mivel a film pont 2015 októberében ünnepelte jubileumát, kapva az alkalmon erre készítettek egy lemez beharangozó dalt , Utak nélkül címmel és forgattak egy klipet is a szigetszentmiklósi Rock lyukban.Ennek megjelenését pont 2015.október 21-ra tették ,mivel a filmben éppen ebben az időben repültek vissza a jövőbe. Különlegessége a videóklipnek,hogy a filmet elevenítették meg 4 percben és még egy igazi DeLorean autót is szereztek a forgatásra. A dalban a gitáron felcsendül a jól ismert filmzene, és a szövegben a filmes szövegek.Ez nagy érdeklődéssel indította a 3. lemez bemutatóját.
A 3. lemez bemutatójára 2017. május 20- án került sor a budapesti Showbarlangban.
2017-ben a lemezbemutató mellett ,még egy nagy mérföldkő érte a zenekart ,hosszas egyeztetés után márciustól a Pokolgép zenekar vendég zenekara lett. Végig kísérték a Pokolgépet az egész tavaszi turnén ,majd júniusban a budapesti Barba Negra Track színpadán zárták a szezont. Nagyon jó hangulatú,igazi metal bulikat csináltak végig az országon és megbeszélések után végig viszik az egész évet így szeptemberben folytatódik a Pokolgéppel a turné és zárják a december 30-án tartandó nagy évvégi metal bulival a Barba Negrában.
Sajnos a 2017-es év is hozott kellemetlen és szomorú változásokat is. A csapattól búcsúzott Puskás "Pusi" Máté és Pető "Hellfire" Tamás is. Természetesen a jó viszony itt is megmaradt, ahogy a Mókinál is, a fiúkra nem mondható a haragtartás, de mindenki folytatja a saját útját. Így az őszi turnét már két új taggal kezdik a srácok, basszusgitáros poszton Lyócsa Kristóf,aki már régóta a zenekar jó barátja, gitáron pedig Szadló Tamás ,akit a Flood in Desert együttesből ismerhetünk.
A srácok hamar megtalálták a közös hangot , gőzerővel készülnek a őszi turnéra ,amit egy új dallal és klippel indítanak.

## Tagok
- Szávai 'Gery' Gergő - gitár
- Teleki Levente - dobok, ütőshangszerek
- Szadló Tamás - gitár
- Fehér Zsolt - ének
- Lyócsa Kristóf - basszusgitár

## Külső hivatkozások
- https://www.facebook.com/twisterrocks
- https://web.archive.org/web/20140106224423/http://twistermusic.hu/

## Videóklipek
- Twister - Így imádlak (2012)
- Twister - Ördög lánya (2012)
- Twister - A hős (2014)
- Twister - Utak Nélkül (2015)
- Twister - Hidegben sírsz (2017)